# Pigmentos biológicos
Los pigmentos biológicos, también conocidos como pigmentos o biocromos son sustancias producidas por organismos que poseen un color resultante de la absorción selectiva de la luz. Los pigmentos biológicos incluyen pigmentos vegetales y animales. Muchas estructuras biológicas, como la piel, ojos, plumas y cabello contienen pigmentos, como la melanina, que se encuentra en células especializadas llamadas cromatóforos. 
La coloración debida a pigmentos difiere de la coloración estructural en que la primera es siempre la misma, desde cualquier ángulo de visión, mientras que la coloración estructural es el resultado de la reflexión selectiva de la luz o iridiscencia, esto usualmente por la presencia de estructuras con muchas capas.

## Pigmentos biológicos
El fenómeno responsable de que estas moléculas tengan pigmentos es la química detrás de los enlaces de electrones de los sistemas conjugados. Los principales grupos de pigmentos biológicos son los siguientes.
- Los basados en porfirinas y grupos hemo: clorofila, la bilirrubina, la hemocianina, la hemoglobina, la mioglobina.
- Emisores de luz: luciferina.
- Carotenoides
  - Hematocromos (pigmentos de algas, mezclas de carotenoides y sus derivados).
  - Carotenos: alfa y beta caroteno, licopeno, rodopsina.
  - Xantofilas: cantaxantina, zeaxantina, la luteína.
- Proteínicos: fitocromo, ficobiliproteínas.
- Enolatos de polieno: clase de pigmentos rojos únicos para loros.
- Otros: melanina, urocromo, flavonoides.

## Pigmentos en plantas
La función principal de los pigmentos en las plantas es la fotosíntesis, que utiliza la clorofila, un pigmento verde junto con otros pigmentos rojos y amarillos, que ayudan a captar la mayor cantidad de energía luminosa posible. 
Otras funciones de los pigmentos en las plantas incluyen la atracción de los insectos a las flores, fomentando la polinización. 
Los pigmentos vegetales incluyen una variedad de diferentes tipos de moléculas, incluyendo porfirinas, carotenoides, antocianinas y betalaínas. Todos los pigmentos biológicos absorben selectivamente ciertas longitudes de onda de la luz mientras que reflejan otras. La luz que es absorbida puede ser utilizada por la planta para alimentar las reacciones químicas, mientras que las longitudes de onda reflejadas de la luz determinan el color del pigmento que aparecerá a la vista.

### Principales pigmentos
La clorofila es el pigmento principal en las plantas; es una clorina que absorbe longitudes de onda amarillas y azules de la luz mientras que refleja verde. Es la presencia y abundancia relativa de clorofila la que da a las plantas su color verde. Todas las plantas terrestres y las algas verdes poseen dos formas de este pigmento: clorofila a y la clorofila b. Los organismos fotosintéticos como las diatomeas contienen clorofila c en lugar de b, mientras que las algas rojas sólo poseen clorofila a. Todas las clorofilas sirven como el medio principal que utilizan las plantas para interceptar la luz con el fin de impulsar la fotosíntesis. 
Los carotenoides son pigmentos de color rojo, naranja o amarillo. Funcionan como pigmentos accesorios en las plantas, ayudando a impulsar la fotosíntesis mediante la recopilación de las longitudes de onda de luz no absorbida fácilmente por la clorofila. Los carotenoides más conocidos son el caroteno (un pigmento anaranjado que se encuentra en las zanahorias), luteína (un pigmento amarillo que se encuentra en frutas y verduras), y el licopeno (pigmento rojo responsable del color de los tomates). Se ha demostrado que los carotenoides actúan como antioxidantes y promueven la visión saludable en los seres humanos.
Las antocianinas (literalmente "flor azul") son pigmentos flavonoides hidrosolubles que pueden tomar un color desde rojo a azul, dependiendo del pH al que se encuentren. Se encuentran en todos los tejidos de las plantas superiores, proporcionando color en hojas, tallo, raíces, flores y frutos, aunque no siempre en cantidades suficientes para ser notables. Las antocianinas son más visibles en los pétalos de las flores, en los que pueden llegar a suponer hasta un 30% del peso seco del tejido. Éstos también son los responsables del color púrpura que se observa en la parte inferior de las plantas de sombra tropicales como Tradescantia zebrina; en estas plantas, la antocianina capta la luz que ha pasado a través de la hoja y la refleja de vuelta hacia las regiones que llevan clorofila, con el fin de maximizar el uso de la luz disponible.
Las betalaínas son pigmentos rojos o amarillos. Al igual que las antocianinas son solubles en agua, pero a diferencia de las antocianinas que son sintetizados a partir de tirosina. Esta clase de pigmentos se encuentra sólo en las plantas del orden Caryophyllales (incluyendo cactus y amaranto), y nunca se presenta en plantas que contengan antocianinas. Las betalaínas son responsables del color rojo intenso de la remolacha, y se utilizan comercialmente como agentes colorantes de alimentos.

## Pigmentos en algas
Las algas son organismos fotosintéticos muy diversos, que se diferencian de las plantas en que son organismos acuáticos, no presentan tejido vascular y no generan embrión. Sin embargo ambos tipos de organismos comparten el poseer pigmentos fotosintéticos, que absorben y liberan energía que posteriormente es utilizada por la célula. Estos pigmentos además de las clorofilas, son las ficobiliproteínas, fucoxantinas, xantofilas y carotenos, que sirven para atrapar la energía de la luz y conducirla al pigmento primario, que se encargará de iniciar las reacciones de fotosíntesis oxigénica.
| Grupo                                                             | Pigmentos |
| Algas verdes y plantas terrestres                                 | - Clorofila a y b |
| Algas rojas y cianobacterias                                      | - Clorofila a - Ficobiliproteínas: - Ficoeritrina.- pigmento rojo-morado, es el dominante en las especies que tienen un color rojo-morado. - Ficocianina.- pigmento azul, dominante en algunas especies de estos grupos por lo que presentan un color azul-verdusco |
| Algas pertenecientes a la línea amarilla, diatomeas y algas cafés | - Clorofila a y c - Xantofila - Fucoxantina |